# 伊拉克国家图书馆和档案馆
伊拉克國家圖書館和檔案館（阿拉伯语：دار الكتب والوثائق）位於伊拉克首都巴格達，是伊拉克的國家圖書館和國家檔案館，成立於1920年。在因伊拉克戰爭所受破壞之前，圖書館和檔案館共收藏了417,000本書籍，2,618種期刊，其歷史可以追溯到奧斯曼時代晚期至近代，以及4,412本稀有書籍和手稿。